# Hof ten Dormaal Winter
Hof ten Dormaal Winter is een Belgisch bier van hoge gisting.
Het winterbier wordt sinds 2009 gebrouwen in Brouwerij Hof ten Dormaal te Tildonk. Elk jaar wordt een andere versie op de markt gebracht. 

## Varianten
- Winter 10 (2009), blond bier met een alcoholpercentage van 8%. Wegens het succes werd dit vanaf 2010 permanent gebrouwen onder de naam Hof ten Dormaal Blond.
- Winter 11 (2010), blond bier met een alcoholpercentage van 8%. Ook dit bier werd wegens het succes vanaf maart 2011permanent op de markt gebracht onder de naam Wit Goud.
- Winter 12 (2011), blond bier met een alcoholpercentage van 8%, met toevoeging van bloemblaadjes van de hondsroos.
- Winter 13 (2012), blond bier met een alcoholpercentage van 8%, met toevoeging van verse hop van eigen teelt (Magnum en Cascade).